# لا سال (وادي أوستا)

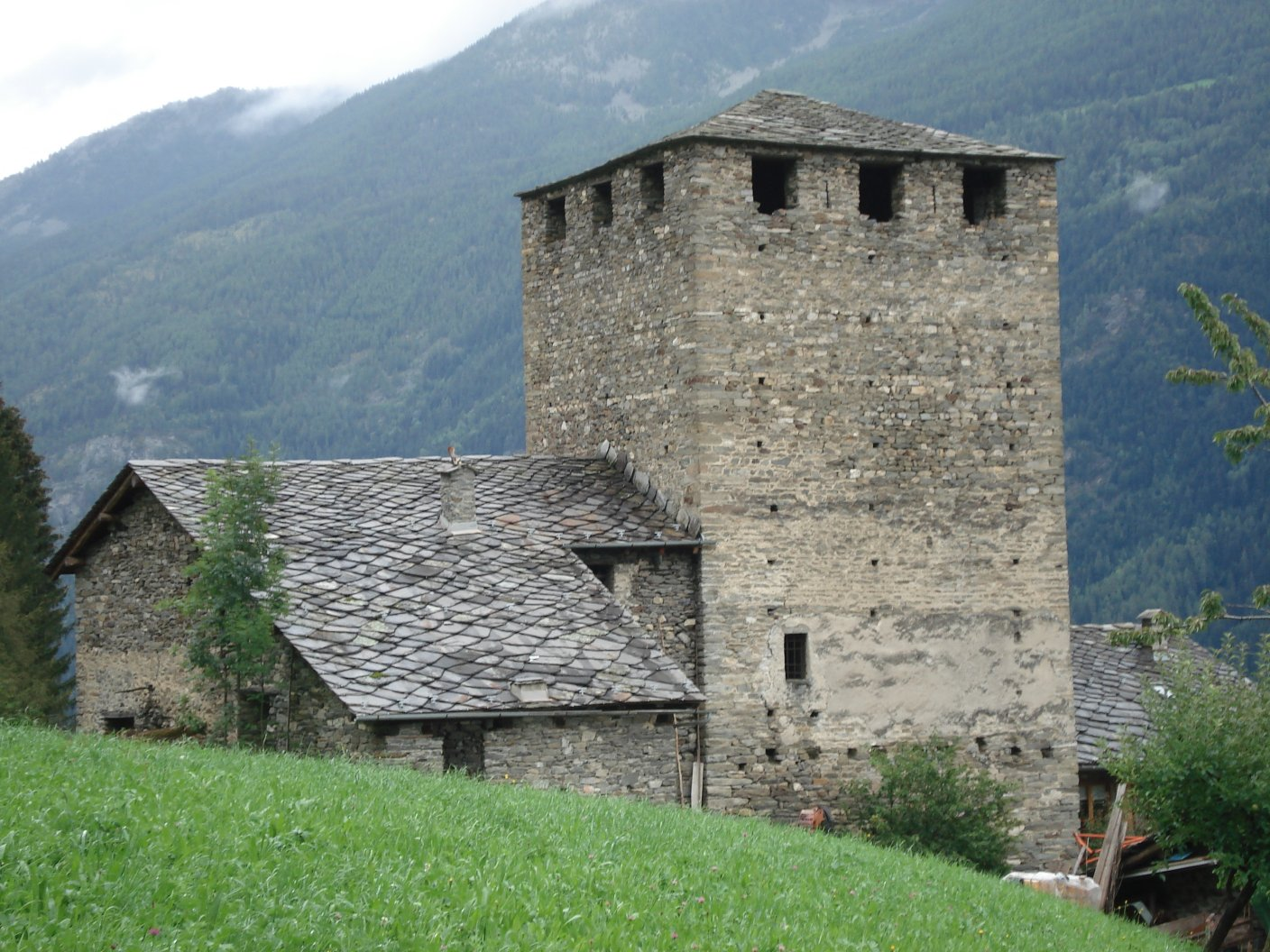
قلعة إيكورس

لا سال ( فالدوتين : La Sala (محليًا: La Sala )هي كومونا تقع في منطقة وادي أوستا في شمال غرب إيطاليا. تقع قلعة شاتيلارد في لاسال.

## الاقتصاد
في اليوم يعتمد اقتصاد لا سال بشكلٍ رئيسي على السياحة خلال فصلي الصيف والشتاء، على الرغم من ذلك، فإنها تحتفظ ببعض الحرف اليدوية والأنشطة الزراعية؛ بشكلٍ خاص زراعة العنب مع إنتاج Vallée d'Aoste Blanc de Morgex et de La Salle وهو نبيذ أبيض DOC مصنوع من عنب بري بلان.